# Фокальних полів тема (шахи)
Те́ма фокальних полів — тема в шаховій композиції логічної школи. Суть теми — в початковій позиції чорна лінійна фігура контролює два тематичних поля, з яких білі, при відсутності контролю, могли би оголосити мат, і білі змушують чорних втрачати контроль одного з тематичних полів, що й використовується білими.

## Історія
Цю ідею запропонував у 1845 році німецький шаховий композитор Ч. Стенлі, а з 1908 року активно розроблялась німецьким шаховим композитором Вальтером Гольцгаузеном. Ця ідея розробляється в триходових і багатоходових задачах, рідко у двоходівці. Російські шахові композитори Л. Ісаєв і С. Левман у 1926 році вперше реалізували цю ідею в етюді.
У початковій позиції задачі два тематичних поля контролює чорна лінійна фігура, вона ніби прив'язана до цих полів, тобто до фокальних точок, як тільки якесь із цих полів виявиться незахищеним, то відразу білі оголосять з цього поля мат. Білі для досягнення мети проводять попередній план, в результаті якого змушують чорних втратити контроль одного з тематичних полів, це може бути перекриття, блокування цугцванг тощо.
Ідея дістала назву — тема фокальних полів.
|   | a | b | c | d | e | f | g | h |   |
| 8 | f7 чорний ферзь · a6 чорний пішак · a5 чорний король · c5 білий кінь · e5 чорний кінь · b4 біла тура · d4 чорний пішак · a3 білий пішак · a2 чорний пішак · c2 білий пішак · a1 білий король · d1 чорний кінь · f1 білий слон | f7 чорний ферзь · a6 чорний пішак · a5 чорний король · c5 білий кінь · e5 чорний кінь · b4 біла тура · d4 чорний пішак · a3 білий пішак · a2 чорний пішак · c2 білий пішак · a1 білий король · d1 чорний кінь · f1 білий слон | f7 чорний ферзь · a6 чорний пішак · a5 чорний король · c5 білий кінь · e5 чорний кінь · b4 біла тура · d4 чорний пішак · a3 білий пішак · a2 чорний пішак · c2 білий пішак · a1 білий король · d1 чорний кінь · f1 білий слон | f7 чорний ферзь · a6 чорний пішак · a5 чорний король · c5 білий кінь · e5 чорний кінь · b4 біла тура · d4 чорний пішак · a3 білий пішак · a2 чорний пішак · c2 білий пішак · a1 білий король · d1 чорний кінь · f1 білий слон | f7 чорний ферзь · a6 чорний пішак · a5 чорний король · c5 білий кінь · e5 чорний кінь · b4 біла тура · d4 чорний пішак · a3 білий пішак · a2 чорний пішак · c2 білий пішак · a1 білий король · d1 чорний кінь · f1 білий слон | f7 чорний ферзь · a6 чорний пішак · a5 чорний король · c5 білий кінь · e5 чорний кінь · b4 біла тура · d4 чорний пішак · a3 білий пішак · a2 чорний пішак · c2 білий пішак · a1 білий король · d1 чорний кінь · f1 білий слон | f7 чорний ферзь · a6 чорний пішак · a5 чорний король · c5 білий кінь · e5 чорний кінь · b4 біла тура · d4 чорний пішак · a3 білий пішак · a2 чорний пішак · c2 білий пішак · a1 білий король · d1 чорний кінь · f1 білий слон | f7 чорний ферзь · a6 чорний пішак · a5 чорний король · c5 білий кінь · e5 чорний кінь · b4 біла тура · d4 чорний пішак · a3 білий пішак · a2 чорний пішак · c2 білий пішак · a1 білий король · d1 чорний кінь · f1 білий слон | 8 |
| 7 | f7 чорний ферзь · a6 чорний пішак · a5 чорний король · c5 білий кінь · e5 чорний кінь · b4 біла тура · d4 чорний пішак · a3 білий пішак · a2 чорний пішак · c2 білий пішак · a1 білий король · d1 чорний кінь · f1 білий слон | f7 чорний ферзь · a6 чорний пішак · a5 чорний король · c5 білий кінь · e5 чорний кінь · b4 біла тура · d4 чорний пішак · a3 білий пішак · a2 чорний пішак · c2 білий пішак · a1 білий король · d1 чорний кінь · f1 білий слон | f7 чорний ферзь · a6 чорний пішак · a5 чорний король · c5 білий кінь · e5 чорний кінь · b4 біла тура · d4 чорний пішак · a3 білий пішак · a2 чорний пішак · c2 білий пішак · a1 білий король · d1 чорний кінь · f1 білий слон | f7 чорний ферзь · a6 чорний пішак · a5 чорний король · c5 білий кінь · e5 чорний кінь · b4 біла тура · d4 чорний пішак · a3 білий пішак · a2 чорний пішак · c2 білий пішак · a1 білий король · d1 чорний кінь · f1 білий слон | f7 чорний ферзь · a6 чорний пішак · a5 чорний король · c5 білий кінь · e5 чорний кінь · b4 біла тура · d4 чорний пішак · a3 білий пішак · a2 чорний пішак · c2 білий пішак · a1 білий король · d1 чорний кінь · f1 білий слон | f7 чорний ферзь · a6 чорний пішак · a5 чорний король · c5 білий кінь · e5 чорний кінь · b4 біла тура · d4 чорний пішак · a3 білий пішак · a2 чорний пішак · c2 білий пішак · a1 білий король · d1 чорний кінь · f1 білий слон | f7 чорний ферзь · a6 чорний пішак · a5 чорний король · c5 білий кінь · e5 чорний кінь · b4 біла тура · d4 чорний пішак · a3 білий пішак · a2 чорний пішак · c2 білий пішак · a1 білий король · d1 чорний кінь · f1 білий слон | f7 чорний ферзь · a6 чорний пішак · a5 чорний король · c5 білий кінь · e5 чорний кінь · b4 біла тура · d4 чорний пішак · a3 білий пішак · a2 чорний пішак · c2 білий пішак · a1 білий король · d1 чорний кінь · f1 білий слон | 7 |
| 6 | f7 чорний ферзь · a6 чорний пішак · a5 чорний король · c5 білий кінь · e5 чорний кінь · b4 біла тура · d4 чорний пішак · a3 білий пішак · a2 чорний пішак · c2 білий пішак · a1 білий король · d1 чорний кінь · f1 білий слон | f7 чорний ферзь · a6 чорний пішак · a5 чорний король · c5 білий кінь · e5 чорний кінь · b4 біла тура · d4 чорний пішак · a3 білий пішак · a2 чорний пішак · c2 білий пішак · a1 білий король · d1 чорний кінь · f1 білий слон | f7 чорний ферзь · a6 чорний пішак · a5 чорний король · c5 білий кінь · e5 чорний кінь · b4 біла тура · d4 чорний пішак · a3 білий пішак · a2 чорний пішак · c2 білий пішак · a1 білий король · d1 чорний кінь · f1 білий слон | f7 чорний ферзь · a6 чорний пішак · a5 чорний король · c5 білий кінь · e5 чорний кінь · b4 біла тура · d4 чорний пішак · a3 білий пішак · a2 чорний пішак · c2 білий пішак · a1 білий король · d1 чорний кінь · f1 білий слон | f7 чорний ферзь · a6 чорний пішак · a5 чорний король · c5 білий кінь · e5 чорний кінь · b4 біла тура · d4 чорний пішак · a3 білий пішак · a2 чорний пішак · c2 білий пішак · a1 білий король · d1 чорний кінь · f1 білий слон | f7 чорний ферзь · a6 чорний пішак · a5 чорний король · c5 білий кінь · e5 чорний кінь · b4 біла тура · d4 чорний пішак · a3 білий пішак · a2 чорний пішак · c2 білий пішак · a1 білий король · d1 чорний кінь · f1 білий слон | f7 чорний ферзь · a6 чорний пішак · a5 чорний король · c5 білий кінь · e5 чорний кінь · b4 біла тура · d4 чорний пішак · a3 білий пішак · a2 чорний пішак · c2 білий пішак · a1 білий король · d1 чорний кінь · f1 білий слон | f7 чорний ферзь · a6 чорний пішак · a5 чорний король · c5 білий кінь · e5 чорний кінь · b4 біла тура · d4 чорний пішак · a3 білий пішак · a2 чорний пішак · c2 білий пішак · a1 білий король · d1 чорний кінь · f1 білий слон | 6 |
| 5 | f7 чорний ферзь · a6 чорний пішак · a5 чорний король · c5 білий кінь · e5 чорний кінь · b4 біла тура · d4 чорний пішак · a3 білий пішак · a2 чорний пішак · c2 білий пішак · a1 білий король · d1 чорний кінь · f1 білий слон | f7 чорний ферзь · a6 чорний пішак · a5 чорний король · c5 білий кінь · e5 чорний кінь · b4 біла тура · d4 чорний пішак · a3 білий пішак · a2 чорний пішак · c2 білий пішак · a1 білий король · d1 чорний кінь · f1 білий слон | f7 чорний ферзь · a6 чорний пішак · a5 чорний король · c5 білий кінь · e5 чорний кінь · b4 біла тура · d4 чорний пішак · a3 білий пішак · a2 чорний пішак · c2 білий пішак · a1 білий король · d1 чорний кінь · f1 білий слон | f7 чорний ферзь · a6 чорний пішак · a5 чорний король · c5 білий кінь · e5 чорний кінь · b4 біла тура · d4 чорний пішак · a3 білий пішак · a2 чорний пішак · c2 білий пішак · a1 білий король · d1 чорний кінь · f1 білий слон | f7 чорний ферзь · a6 чорний пішак · a5 чорний король · c5 білий кінь · e5 чорний кінь · b4 біла тура · d4 чорний пішак · a3 білий пішак · a2 чорний пішак · c2 білий пішак · a1 білий король · d1 чорний кінь · f1 білий слон | f7 чорний ферзь · a6 чорний пішак · a5 чорний король · c5 білий кінь · e5 чорний кінь · b4 біла тура · d4 чорний пішак · a3 білий пішак · a2 чорний пішак · c2 білий пішак · a1 білий король · d1 чорний кінь · f1 білий слон | f7 чорний ферзь · a6 чорний пішак · a5 чорний король · c5 білий кінь · e5 чорний кінь · b4 біла тура · d4 чорний пішак · a3 білий пішак · a2 чорний пішак · c2 білий пішак · a1 білий король · d1 чорний кінь · f1 білий слон | f7 чорний ферзь · a6 чорний пішак · a5 чорний король · c5 білий кінь · e5 чорний кінь · b4 біла тура · d4 чорний пішак · a3 білий пішак · a2 чорний пішак · c2 білий пішак · a1 білий король · d1 чорний кінь · f1 білий слон | 5 |
| 4 | f7 чорний ферзь · a6 чорний пішак · a5 чорний король · c5 білий кінь · e5 чорний кінь · b4 біла тура · d4 чорний пішак · a3 білий пішак · a2 чорний пішак · c2 білий пішак · a1 білий король · d1 чорний кінь · f1 білий слон | f7 чорний ферзь · a6 чорний пішак · a5 чорний король · c5 білий кінь · e5 чорний кінь · b4 біла тура · d4 чорний пішак · a3 білий пішак · a2 чорний пішак · c2 білий пішак · a1 білий король · d1 чорний кінь · f1 білий слон | f7 чорний ферзь · a6 чорний пішак · a5 чорний король · c5 білий кінь · e5 чорний кінь · b4 біла тура · d4 чорний пішак · a3 білий пішак · a2 чорний пішак · c2 білий пішак · a1 білий король · d1 чорний кінь · f1 білий слон | f7 чорний ферзь · a6 чорний пішак · a5 чорний король · c5 білий кінь · e5 чорний кінь · b4 біла тура · d4 чорний пішак · a3 білий пішак · a2 чорний пішак · c2 білий пішак · a1 білий король · d1 чорний кінь · f1 білий слон | f7 чорний ферзь · a6 чорний пішак · a5 чорний король · c5 білий кінь · e5 чорний кінь · b4 біла тура · d4 чорний пішак · a3 білий пішак · a2 чорний пішак · c2 білий пішак · a1 білий король · d1 чорний кінь · f1 білий слон | f7 чорний ферзь · a6 чорний пішак · a5 чорний король · c5 білий кінь · e5 чорний кінь · b4 біла тура · d4 чорний пішак · a3 білий пішак · a2 чорний пішак · c2 білий пішак · a1 білий король · d1 чорний кінь · f1 білий слон | f7 чорний ферзь · a6 чорний пішак · a5 чорний король · c5 білий кінь · e5 чорний кінь · b4 біла тура · d4 чорний пішак · a3 білий пішак · a2 чорний пішак · c2 білий пішак · a1 білий король · d1 чорний кінь · f1 білий слон | f7 чорний ферзь · a6 чорний пішак · a5 чорний король · c5 білий кінь · e5 чорний кінь · b4 біла тура · d4 чорний пішак · a3 білий пішак · a2 чорний пішак · c2 білий пішак · a1 білий король · d1 чорний кінь · f1 білий слон | 4 |
| 3 | f7 чорний ферзь · a6 чорний пішак · a5 чорний король · c5 білий кінь · e5 чорний кінь · b4 біла тура · d4 чорний пішак · a3 білий пішак · a2 чорний пішак · c2 білий пішак · a1 білий король · d1 чорний кінь · f1 білий слон | f7 чорний ферзь · a6 чорний пішак · a5 чорний король · c5 білий кінь · e5 чорний кінь · b4 біла тура · d4 чорний пішак · a3 білий пішак · a2 чорний пішак · c2 білий пішак · a1 білий король · d1 чорний кінь · f1 білий слон | f7 чорний ферзь · a6 чорний пішак · a5 чорний король · c5 білий кінь · e5 чорний кінь · b4 біла тура · d4 чорний пішак · a3 білий пішак · a2 чорний пішак · c2 білий пішак · a1 білий король · d1 чорний кінь · f1 білий слон | f7 чорний ферзь · a6 чорний пішак · a5 чорний король · c5 білий кінь · e5 чорний кінь · b4 біла тура · d4 чорний пішак · a3 білий пішак · a2 чорний пішак · c2 білий пішак · a1 білий король · d1 чорний кінь · f1 білий слон | f7 чорний ферзь · a6 чорний пішак · a5 чорний король · c5 білий кінь · e5 чорний кінь · b4 біла тура · d4 чорний пішак · a3 білий пішак · a2 чорний пішак · c2 білий пішак · a1 білий король · d1 чорний кінь · f1 білий слон | f7 чорний ферзь · a6 чорний пішак · a5 чорний король · c5 білий кінь · e5 чорний кінь · b4 біла тура · d4 чорний пішак · a3 білий пішак · a2 чорний пішак · c2 білий пішак · a1 білий король · d1 чорний кінь · f1 білий слон | f7 чорний ферзь · a6 чорний пішак · a5 чорний король · c5 білий кінь · e5 чорний кінь · b4 біла тура · d4 чорний пішак · a3 білий пішак · a2 чорний пішак · c2 білий пішак · a1 білий король · d1 чорний кінь · f1 білий слон | f7 чорний ферзь · a6 чорний пішак · a5 чорний король · c5 білий кінь · e5 чорний кінь · b4 біла тура · d4 чорний пішак · a3 білий пішак · a2 чорний пішак · c2 білий пішак · a1 білий король · d1 чорний кінь · f1 білий слон | 3 |
| 2 | f7 чорний ферзь · a6 чорний пішак · a5 чорний король · c5 білий кінь · e5 чорний кінь · b4 біла тура · d4 чорний пішак · a3 білий пішак · a2 чорний пішак · c2 білий пішак · a1 білий король · d1 чорний кінь · f1 білий слон | f7 чорний ферзь · a6 чорний пішак · a5 чорний король · c5 білий кінь · e5 чорний кінь · b4 біла тура · d4 чорний пішак · a3 білий пішак · a2 чорний пішак · c2 білий пішак · a1 білий король · d1 чорний кінь · f1 білий слон | f7 чорний ферзь · a6 чорний пішак · a5 чорний король · c5 білий кінь · e5 чорний кінь · b4 біла тура · d4 чорний пішак · a3 білий пішак · a2 чорний пішак · c2 білий пішак · a1 білий король · d1 чорний кінь · f1 білий слон | f7 чорний ферзь · a6 чорний пішак · a5 чорний король · c5 білий кінь · e5 чорний кінь · b4 біла тура · d4 чорний пішак · a3 білий пішак · a2 чорний пішак · c2 білий пішак · a1 білий король · d1 чорний кінь · f1 білий слон | f7 чорний ферзь · a6 чорний пішак · a5 чорний король · c5 білий кінь · e5 чорний кінь · b4 біла тура · d4 чорний пішак · a3 білий пішак · a2 чорний пішак · c2 білий пішак · a1 білий король · d1 чорний кінь · f1 білий слон | f7 чорний ферзь · a6 чорний пішак · a5 чорний король · c5 білий кінь · e5 чорний кінь · b4 біла тура · d4 чорний пішак · a3 білий пішак · a2 чорний пішак · c2 білий пішак · a1 білий король · d1 чорний кінь · f1 білий слон | f7 чорний ферзь · a6 чорний пішак · a5 чорний король · c5 білий кінь · e5 чорний кінь · b4 біла тура · d4 чорний пішак · a3 білий пішак · a2 чорний пішак · c2 білий пішак · a1 білий король · d1 чорний кінь · f1 білий слон | f7 чорний ферзь · a6 чорний пішак · a5 чорний король · c5 білий кінь · e5 чорний кінь · b4 біла тура · d4 чорний пішак · a3 білий пішак · a2 чорний пішак · c2 білий пішак · a1 білий король · d1 чорний кінь · f1 білий слон | 2 |
| 1 | f7 чорний ферзь · a6 чорний пішак · a5 чорний король · c5 білий кінь · e5 чорний кінь · b4 біла тура · d4 чорний пішак · a3 білий пішак · a2 чорний пішак · c2 білий пішак · a1 білий король · d1 чорний кінь · f1 білий слон | f7 чорний ферзь · a6 чорний пішак · a5 чорний король · c5 білий кінь · e5 чорний кінь · b4 біла тура · d4 чорний пішак · a3 білий пішак · a2 чорний пішак · c2 білий пішак · a1 білий король · d1 чорний кінь · f1 білий слон | f7 чорний ферзь · a6 чорний пішак · a5 чорний король · c5 білий кінь · e5 чорний кінь · b4 біла тура · d4 чорний пішак · a3 білий пішак · a2 чорний пішак · c2 білий пішак · a1 білий король · d1 чорний кінь · f1 білий слон | f7 чорний ферзь · a6 чорний пішак · a5 чорний король · c5 білий кінь · e5 чорний кінь · b4 біла тура · d4 чорний пішак · a3 білий пішак · a2 чорний пішак · c2 білий пішак · a1 білий король · d1 чорний кінь · f1 білий слон | f7 чорний ферзь · a6 чорний пішак · a5 чорний король · c5 білий кінь · e5 чорний кінь · b4 біла тура · d4 чорний пішак · a3 білий пішак · a2 чорний пішак · c2 білий пішак · a1 білий король · d1 чорний кінь · f1 білий слон | f7 чорний ферзь · a6 чорний пішак · a5 чорний король · c5 білий кінь · e5 чорний кінь · b4 біла тура · d4 чорний пішак · a3 білий пішак · a2 чорний пішак · c2 білий пішак · a1 білий король · d1 чорний кінь · f1 білий слон | f7 чорний ферзь · a6 чорний пішак · a5 чорний король · c5 білий кінь · e5 чорний кінь · b4 біла тура · d4 чорний пішак · a3 білий пішак · a2 чорний пішак · c2 білий пішак · a1 білий король · d1 чорний кінь · f1 білий слон | f7 чорний ферзь · a6 чорний пішак · a5 чорний король · c5 білий кінь · e5 чорний кінь · b4 біла тура · d4 чорний пішак · a3 білий пішак · a2 чорний пішак · c2 білий пішак · a1 білий король · d1 чорний кінь · f1 білий слон | 1 |
|   | a | b | c | d | e | f | g | h |   |

1. Lc4? Df3!
1. c4! ~ 2. Sb3#
1. ... dc e.p. 2. Lc4! D:c4 3. Sb7#
1. ... Df3 2. Ld3 D:d3 3. Sb7#
В початковій позиції чорний ферзь прив'язаний до двох полів — «b7» і «b3», які називаються — фокальні. Білі відволікають чорного ферзя від одночасного захисту двох полів.
|   | a | b | c | d | e | f | g | h |   |
| 8 | e8 чорний ферзь · d5 білий слон · b4 біла тура · d4 білий кінь · a3 білий пішак · c3 чорний король · d3 білий пішак · g3 чорний пішак · c2 білий пішак · e2 чорний пішак · g2 білий пішак · a1 білий кінь · e1 білий король | e8 чорний ферзь · d5 білий слон · b4 біла тура · d4 білий кінь · a3 білий пішак · c3 чорний король · d3 білий пішак · g3 чорний пішак · c2 білий пішак · e2 чорний пішак · g2 білий пішак · a1 білий кінь · e1 білий король | e8 чорний ферзь · d5 білий слон · b4 біла тура · d4 білий кінь · a3 білий пішак · c3 чорний король · d3 білий пішак · g3 чорний пішак · c2 білий пішак · e2 чорний пішак · g2 білий пішак · a1 білий кінь · e1 білий король | e8 чорний ферзь · d5 білий слон · b4 біла тура · d4 білий кінь · a3 білий пішак · c3 чорний король · d3 білий пішак · g3 чорний пішак · c2 білий пішак · e2 чорний пішак · g2 білий пішак · a1 білий кінь · e1 білий король | e8 чорний ферзь · d5 білий слон · b4 біла тура · d4 білий кінь · a3 білий пішак · c3 чорний король · d3 білий пішак · g3 чорний пішак · c2 білий пішак · e2 чорний пішак · g2 білий пішак · a1 білий кінь · e1 білий король | e8 чорний ферзь · d5 білий слон · b4 біла тура · d4 білий кінь · a3 білий пішак · c3 чорний король · d3 білий пішак · g3 чорний пішак · c2 білий пішак · e2 чорний пішак · g2 білий пішак · a1 білий кінь · e1 білий король | e8 чорний ферзь · d5 білий слон · b4 біла тура · d4 білий кінь · a3 білий пішак · c3 чорний король · d3 білий пішак · g3 чорний пішак · c2 білий пішак · e2 чорний пішак · g2 білий пішак · a1 білий кінь · e1 білий король | e8 чорний ферзь · d5 білий слон · b4 біла тура · d4 білий кінь · a3 білий пішак · c3 чорний король · d3 білий пішак · g3 чорний пішак · c2 білий пішак · e2 чорний пішак · g2 білий пішак · a1 білий кінь · e1 білий король | 8 |
| 7 | e8 чорний ферзь · d5 білий слон · b4 біла тура · d4 білий кінь · a3 білий пішак · c3 чорний король · d3 білий пішак · g3 чорний пішак · c2 білий пішак · e2 чорний пішак · g2 білий пішак · a1 білий кінь · e1 білий король | e8 чорний ферзь · d5 білий слон · b4 біла тура · d4 білий кінь · a3 білий пішак · c3 чорний король · d3 білий пішак · g3 чорний пішак · c2 білий пішак · e2 чорний пішак · g2 білий пішак · a1 білий кінь · e1 білий король | e8 чорний ферзь · d5 білий слон · b4 біла тура · d4 білий кінь · a3 білий пішак · c3 чорний король · d3 білий пішак · g3 чорний пішак · c2 білий пішак · e2 чорний пішак · g2 білий пішак · a1 білий кінь · e1 білий король | e8 чорний ферзь · d5 білий слон · b4 біла тура · d4 білий кінь · a3 білий пішак · c3 чорний король · d3 білий пішак · g3 чорний пішак · c2 білий пішак · e2 чорний пішак · g2 білий пішак · a1 білий кінь · e1 білий король | e8 чорний ферзь · d5 білий слон · b4 біла тура · d4 білий кінь · a3 білий пішак · c3 чорний король · d3 білий пішак · g3 чорний пішак · c2 білий пішак · e2 чорний пішак · g2 білий пішак · a1 білий кінь · e1 білий король | e8 чорний ферзь · d5 білий слон · b4 біла тура · d4 білий кінь · a3 білий пішак · c3 чорний король · d3 білий пішак · g3 чорний пішак · c2 білий пішак · e2 чорний пішак · g2 білий пішак · a1 білий кінь · e1 білий король | e8 чорний ферзь · d5 білий слон · b4 біла тура · d4 білий кінь · a3 білий пішак · c3 чорний король · d3 білий пішак · g3 чорний пішак · c2 білий пішак · e2 чорний пішак · g2 білий пішак · a1 білий кінь · e1 білий король | e8 чорний ферзь · d5 білий слон · b4 біла тура · d4 білий кінь · a3 білий пішак · c3 чорний король · d3 білий пішак · g3 чорний пішак · c2 білий пішак · e2 чорний пішак · g2 білий пішак · a1 білий кінь · e1 білий король | 7 |
| 6 | e8 чорний ферзь · d5 білий слон · b4 біла тура · d4 білий кінь · a3 білий пішак · c3 чорний король · d3 білий пішак · g3 чорний пішак · c2 білий пішак · e2 чорний пішак · g2 білий пішак · a1 білий кінь · e1 білий король | e8 чорний ферзь · d5 білий слон · b4 біла тура · d4 білий кінь · a3 білий пішак · c3 чорний король · d3 білий пішак · g3 чорний пішак · c2 білий пішак · e2 чорний пішак · g2 білий пішак · a1 білий кінь · e1 білий король | e8 чорний ферзь · d5 білий слон · b4 біла тура · d4 білий кінь · a3 білий пішак · c3 чорний король · d3 білий пішак · g3 чорний пішак · c2 білий пішак · e2 чорний пішак · g2 білий пішак · a1 білий кінь · e1 білий король | e8 чорний ферзь · d5 білий слон · b4 біла тура · d4 білий кінь · a3 білий пішак · c3 чорний король · d3 білий пішак · g3 чорний пішак · c2 білий пішак · e2 чорний пішак · g2 білий пішак · a1 білий кінь · e1 білий король | e8 чорний ферзь · d5 білий слон · b4 біла тура · d4 білий кінь · a3 білий пішак · c3 чорний король · d3 білий пішак · g3 чорний пішак · c2 білий пішак · e2 чорний пішак · g2 білий пішак · a1 білий кінь · e1 білий король | e8 чорний ферзь · d5 білий слон · b4 біла тура · d4 білий кінь · a3 білий пішак · c3 чорний король · d3 білий пішак · g3 чорний пішак · c2 білий пішак · e2 чорний пішак · g2 білий пішак · a1 білий кінь · e1 білий король | e8 чорний ферзь · d5 білий слон · b4 біла тура · d4 білий кінь · a3 білий пішак · c3 чорний король · d3 білий пішак · g3 чорний пішак · c2 білий пішак · e2 чорний пішак · g2 білий пішак · a1 білий кінь · e1 білий король | e8 чорний ферзь · d5 білий слон · b4 біла тура · d4 білий кінь · a3 білий пішак · c3 чорний король · d3 білий пішак · g3 чорний пішак · c2 білий пішак · e2 чорний пішак · g2 білий пішак · a1 білий кінь · e1 білий король | 6 |
| 5 | e8 чорний ферзь · d5 білий слон · b4 біла тура · d4 білий кінь · a3 білий пішак · c3 чорний король · d3 білий пішак · g3 чорний пішак · c2 білий пішак · e2 чорний пішак · g2 білий пішак · a1 білий кінь · e1 білий король | e8 чорний ферзь · d5 білий слон · b4 біла тура · d4 білий кінь · a3 білий пішак · c3 чорний король · d3 білий пішак · g3 чорний пішак · c2 білий пішак · e2 чорний пішак · g2 білий пішак · a1 білий кінь · e1 білий король | e8 чорний ферзь · d5 білий слон · b4 біла тура · d4 білий кінь · a3 білий пішак · c3 чорний король · d3 білий пішак · g3 чорний пішак · c2 білий пішак · e2 чорний пішак · g2 білий пішак · a1 білий кінь · e1 білий король | e8 чорний ферзь · d5 білий слон · b4 біла тура · d4 білий кінь · a3 білий пішак · c3 чорний король · d3 білий пішак · g3 чорний пішак · c2 білий пішак · e2 чорний пішак · g2 білий пішак · a1 білий кінь · e1 білий король | e8 чорний ферзь · d5 білий слон · b4 біла тура · d4 білий кінь · a3 білий пішак · c3 чорний король · d3 білий пішак · g3 чорний пішак · c2 білий пішак · e2 чорний пішак · g2 білий пішак · a1 білий кінь · e1 білий король | e8 чорний ферзь · d5 білий слон · b4 біла тура · d4 білий кінь · a3 білий пішак · c3 чорний король · d3 білий пішак · g3 чорний пішак · c2 білий пішак · e2 чорний пішак · g2 білий пішак · a1 білий кінь · e1 білий король | e8 чорний ферзь · d5 білий слон · b4 біла тура · d4 білий кінь · a3 білий пішак · c3 чорний король · d3 білий пішак · g3 чорний пішак · c2 білий пішак · e2 чорний пішак · g2 білий пішак · a1 білий кінь · e1 білий король | e8 чорний ферзь · d5 білий слон · b4 біла тура · d4 білий кінь · a3 білий пішак · c3 чорний король · d3 білий пішак · g3 чорний пішак · c2 білий пішак · e2 чорний пішак · g2 білий пішак · a1 білий кінь · e1 білий король | 5 |
| 4 | e8 чорний ферзь · d5 білий слон · b4 біла тура · d4 білий кінь · a3 білий пішак · c3 чорний король · d3 білий пішак · g3 чорний пішак · c2 білий пішак · e2 чорний пішак · g2 білий пішак · a1 білий кінь · e1 білий король | e8 чорний ферзь · d5 білий слон · b4 біла тура · d4 білий кінь · a3 білий пішак · c3 чорний король · d3 білий пішак · g3 чорний пішак · c2 білий пішак · e2 чорний пішак · g2 білий пішак · a1 білий кінь · e1 білий король | e8 чорний ферзь · d5 білий слон · b4 біла тура · d4 білий кінь · a3 білий пішак · c3 чорний король · d3 білий пішак · g3 чорний пішак · c2 білий пішак · e2 чорний пішак · g2 білий пішак · a1 білий кінь · e1 білий король | e8 чорний ферзь · d5 білий слон · b4 біла тура · d4 білий кінь · a3 білий пішак · c3 чорний король · d3 білий пішак · g3 чорний пішак · c2 білий пішак · e2 чорний пішак · g2 білий пішак · a1 білий кінь · e1 білий король | e8 чорний ферзь · d5 білий слон · b4 біла тура · d4 білий кінь · a3 білий пішак · c3 чорний король · d3 білий пішак · g3 чорний пішак · c2 білий пішак · e2 чорний пішак · g2 білий пішак · a1 білий кінь · e1 білий король | e8 чорний ферзь · d5 білий слон · b4 біла тура · d4 білий кінь · a3 білий пішак · c3 чорний король · d3 білий пішак · g3 чорний пішак · c2 білий пішак · e2 чорний пішак · g2 білий пішак · a1 білий кінь · e1 білий король | e8 чорний ферзь · d5 білий слон · b4 біла тура · d4 білий кінь · a3 білий пішак · c3 чорний король · d3 білий пішак · g3 чорний пішак · c2 білий пішак · e2 чорний пішак · g2 білий пішак · a1 білий кінь · e1 білий король | e8 чорний ферзь · d5 білий слон · b4 біла тура · d4 білий кінь · a3 білий пішак · c3 чорний король · d3 білий пішак · g3 чорний пішак · c2 білий пішак · e2 чорний пішак · g2 білий пішак · a1 білий кінь · e1 білий король | 4 |
| 3 | e8 чорний ферзь · d5 білий слон · b4 біла тура · d4 білий кінь · a3 білий пішак · c3 чорний король · d3 білий пішак · g3 чорний пішак · c2 білий пішак · e2 чорний пішак · g2 білий пішак · a1 білий кінь · e1 білий король | e8 чорний ферзь · d5 білий слон · b4 біла тура · d4 білий кінь · a3 білий пішак · c3 чорний король · d3 білий пішак · g3 чорний пішак · c2 білий пішак · e2 чорний пішак · g2 білий пішак · a1 білий кінь · e1 білий король | e8 чорний ферзь · d5 білий слон · b4 біла тура · d4 білий кінь · a3 білий пішак · c3 чорний король · d3 білий пішак · g3 чорний пішак · c2 білий пішак · e2 чорний пішак · g2 білий пішак · a1 білий кінь · e1 білий король | e8 чорний ферзь · d5 білий слон · b4 біла тура · d4 білий кінь · a3 білий пішак · c3 чорний король · d3 білий пішак · g3 чорний пішак · c2 білий пішак · e2 чорний пішак · g2 білий пішак · a1 білий кінь · e1 білий король | e8 чорний ферзь · d5 білий слон · b4 біла тура · d4 білий кінь · a3 білий пішак · c3 чорний король · d3 білий пішак · g3 чорний пішак · c2 білий пішак · e2 чорний пішак · g2 білий пішак · a1 білий кінь · e1 білий король | e8 чорний ферзь · d5 білий слон · b4 біла тура · d4 білий кінь · a3 білий пішак · c3 чорний король · d3 білий пішак · g3 чорний пішак · c2 білий пішак · e2 чорний пішак · g2 білий пішак · a1 білий кінь · e1 білий король | e8 чорний ферзь · d5 білий слон · b4 біла тура · d4 білий кінь · a3 білий пішак · c3 чорний король · d3 білий пішак · g3 чорний пішак · c2 білий пішак · e2 чорний пішак · g2 білий пішак · a1 білий кінь · e1 білий король | e8 чорний ферзь · d5 білий слон · b4 біла тура · d4 білий кінь · a3 білий пішак · c3 чорний король · d3 білий пішак · g3 чорний пішак · c2 білий пішак · e2 чорний пішак · g2 білий пішак · a1 білий кінь · e1 білий король | 3 |
| 2 | e8 чорний ферзь · d5 білий слон · b4 біла тура · d4 білий кінь · a3 білий пішак · c3 чорний король · d3 білий пішак · g3 чорний пішак · c2 білий пішак · e2 чорний пішак · g2 білий пішак · a1 білий кінь · e1 білий король | e8 чорний ферзь · d5 білий слон · b4 біла тура · d4 білий кінь · a3 білий пішак · c3 чорний король · d3 білий пішак · g3 чорний пішак · c2 білий пішак · e2 чорний пішак · g2 білий пішак · a1 білий кінь · e1 білий король | e8 чорний ферзь · d5 білий слон · b4 біла тура · d4 білий кінь · a3 білий пішак · c3 чорний король · d3 білий пішак · g3 чорний пішак · c2 білий пішак · e2 чорний пішак · g2 білий пішак · a1 білий кінь · e1 білий король | e8 чорний ферзь · d5 білий слон · b4 біла тура · d4 білий кінь · a3 білий пішак · c3 чорний король · d3 білий пішак · g3 чорний пішак · c2 білий пішак · e2 чорний пішак · g2 білий пішак · a1 білий кінь · e1 білий король | e8 чорний ферзь · d5 білий слон · b4 біла тура · d4 білий кінь · a3 білий пішак · c3 чорний король · d3 білий пішак · g3 чорний пішак · c2 білий пішак · e2 чорний пішак · g2 білий пішак · a1 білий кінь · e1 білий король | e8 чорний ферзь · d5 білий слон · b4 біла тура · d4 білий кінь · a3 білий пішак · c3 чорний король · d3 білий пішак · g3 чорний пішак · c2 білий пішак · e2 чорний пішак · g2 білий пішак · a1 білий кінь · e1 білий король | e8 чорний ферзь · d5 білий слон · b4 біла тура · d4 білий кінь · a3 білий пішак · c3 чорний король · d3 білий пішак · g3 чорний пішак · c2 білий пішак · e2 чорний пішак · g2 білий пішак · a1 білий кінь · e1 білий король | e8 чорний ферзь · d5 білий слон · b4 біла тура · d4 білий кінь · a3 білий пішак · c3 чорний король · d3 білий пішак · g3 чорний пішак · c2 білий пішак · e2 чорний пішак · g2 білий пішак · a1 білий кінь · e1 білий король | 2 |
| 1 | e8 чорний ферзь · d5 білий слон · b4 біла тура · d4 білий кінь · a3 білий пішак · c3 чорний король · d3 білий пішак · g3 чорний пішак · c2 білий пішак · e2 чорний пішак · g2 білий пішак · a1 білий кінь · e1 білий король | e8 чорний ферзь · d5 білий слон · b4 біла тура · d4 білий кінь · a3 білий пішак · c3 чорний король · d3 білий пішак · g3 чорний пішак · c2 білий пішак · e2 чорний пішак · g2 білий пішак · a1 білий кінь · e1 білий король | e8 чорний ферзь · d5 білий слон · b4 біла тура · d4 білий кінь · a3 білий пішак · c3 чорний король · d3 білий пішак · g3 чорний пішак · c2 білий пішак · e2 чорний пішак · g2 білий пішак · a1 білий кінь · e1 білий король | e8 чорний ферзь · d5 білий слон · b4 біла тура · d4 білий кінь · a3 білий пішак · c3 чорний король · d3 білий пішак · g3 чорний пішак · c2 білий пішак · e2 чорний пішак · g2 білий пішак · a1 білий кінь · e1 білий король | e8 чорний ферзь · d5 білий слон · b4 біла тура · d4 білий кінь · a3 білий пішак · c3 чорний король · d3 білий пішак · g3 чорний пішак · c2 білий пішак · e2 чорний пішак · g2 білий пішак · a1 білий кінь · e1 білий король | e8 чорний ферзь · d5 білий слон · b4 біла тура · d4 білий кінь · a3 білий пішак · c3 чорний король · d3 білий пішак · g3 чорний пішак · c2 білий пішак · e2 чорний пішак · g2 білий пішак · a1 білий кінь · e1 білий король | e8 чорний ферзь · d5 білий слон · b4 біла тура · d4 білий кінь · a3 білий пішак · c3 чорний король · d3 білий пішак · g3 чорний пішак · c2 білий пішак · e2 чорний пішак · g2 білий пішак · a1 білий кінь · e1 білий король | e8 чорний ферзь · d5 білий слон · b4 біла тура · d4 білий кінь · a3 білий пішак · c3 чорний король · d3 білий пішак · g3 чорний пішак · c2 білий пішак · e2 чорний пішак · g2 білий пішак · a1 білий кінь · e1 білий король | 1 |
|   | a | b | c | d | e | f | g | h |   |

1. Le6! Dh5 2. Lh3! De5! 3. Lf5 De8
4. Lg4 De5 5. Lf3 De8 6. Ld5! ~ Zz

## Синтез з іншими темами
|   | a | b | c | d | e | f | g | h |   |
| 8 | a7 білий король · d7 чорний пішак · h7 чорний пішак · e6 чорний пішак · f6 білий кінь · h6 біла тура · e5 чорний король · a4 чорний пішак · c4 білий слон · a3 білий слон · c3 білий пішак · e3 білий пішак · g3 білий кінь · d1 чорний ферзь | a7 білий король · d7 чорний пішак · h7 чорний пішак · e6 чорний пішак · f6 білий кінь · h6 біла тура · e5 чорний король · a4 чорний пішак · c4 білий слон · a3 білий слон · c3 білий пішак · e3 білий пішак · g3 білий кінь · d1 чорний ферзь | a7 білий король · d7 чорний пішак · h7 чорний пішак · e6 чорний пішак · f6 білий кінь · h6 біла тура · e5 чорний король · a4 чорний пішак · c4 білий слон · a3 білий слон · c3 білий пішак · e3 білий пішак · g3 білий кінь · d1 чорний ферзь | a7 білий король · d7 чорний пішак · h7 чорний пішак · e6 чорний пішак · f6 білий кінь · h6 біла тура · e5 чорний король · a4 чорний пішак · c4 білий слон · a3 білий слон · c3 білий пішак · e3 білий пішак · g3 білий кінь · d1 чорний ферзь | a7 білий король · d7 чорний пішак · h7 чорний пішак · e6 чорний пішак · f6 білий кінь · h6 біла тура · e5 чорний король · a4 чорний пішак · c4 білий слон · a3 білий слон · c3 білий пішак · e3 білий пішак · g3 білий кінь · d1 чорний ферзь | a7 білий король · d7 чорний пішак · h7 чорний пішак · e6 чорний пішак · f6 білий кінь · h6 біла тура · e5 чорний король · a4 чорний пішак · c4 білий слон · a3 білий слон · c3 білий пішак · e3 білий пішак · g3 білий кінь · d1 чорний ферзь | a7 білий король · d7 чорний пішак · h7 чорний пішак · e6 чорний пішак · f6 білий кінь · h6 біла тура · e5 чорний король · a4 чорний пішак · c4 білий слон · a3 білий слон · c3 білий пішак · e3 білий пішак · g3 білий кінь · d1 чорний ферзь | a7 білий король · d7 чорний пішак · h7 чорний пішак · e6 чорний пішак · f6 білий кінь · h6 біла тура · e5 чорний король · a4 чорний пішак · c4 білий слон · a3 білий слон · c3 білий пішак · e3 білий пішак · g3 білий кінь · d1 чорний ферзь | 8 |
| 7 | a7 білий король · d7 чорний пішак · h7 чорний пішак · e6 чорний пішак · f6 білий кінь · h6 біла тура · e5 чорний король · a4 чорний пішак · c4 білий слон · a3 білий слон · c3 білий пішак · e3 білий пішак · g3 білий кінь · d1 чорний ферзь | a7 білий король · d7 чорний пішак · h7 чорний пішак · e6 чорний пішак · f6 білий кінь · h6 біла тура · e5 чорний король · a4 чорний пішак · c4 білий слон · a3 білий слон · c3 білий пішак · e3 білий пішак · g3 білий кінь · d1 чорний ферзь | a7 білий король · d7 чорний пішак · h7 чорний пішак · e6 чорний пішак · f6 білий кінь · h6 біла тура · e5 чорний король · a4 чорний пішак · c4 білий слон · a3 білий слон · c3 білий пішак · e3 білий пішак · g3 білий кінь · d1 чорний ферзь | a7 білий король · d7 чорний пішак · h7 чорний пішак · e6 чорний пішак · f6 білий кінь · h6 біла тура · e5 чорний король · a4 чорний пішак · c4 білий слон · a3 білий слон · c3 білий пішак · e3 білий пішак · g3 білий кінь · d1 чорний ферзь | a7 білий король · d7 чорний пішак · h7 чорний пішак · e6 чорний пішак · f6 білий кінь · h6 біла тура · e5 чорний король · a4 чорний пішак · c4 білий слон · a3 білий слон · c3 білий пішак · e3 білий пішак · g3 білий кінь · d1 чорний ферзь | a7 білий король · d7 чорний пішак · h7 чорний пішак · e6 чорний пішак · f6 білий кінь · h6 біла тура · e5 чорний король · a4 чорний пішак · c4 білий слон · a3 білий слон · c3 білий пішак · e3 білий пішак · g3 білий кінь · d1 чорний ферзь | a7 білий король · d7 чорний пішак · h7 чорний пішак · e6 чорний пішак · f6 білий кінь · h6 біла тура · e5 чорний король · a4 чорний пішак · c4 білий слон · a3 білий слон · c3 білий пішак · e3 білий пішак · g3 білий кінь · d1 чорний ферзь | a7 білий король · d7 чорний пішак · h7 чорний пішак · e6 чорний пішак · f6 білий кінь · h6 біла тура · e5 чорний король · a4 чорний пішак · c4 білий слон · a3 білий слон · c3 білий пішак · e3 білий пішак · g3 білий кінь · d1 чорний ферзь | 7 |
| 6 | a7 білий король · d7 чорний пішак · h7 чорний пішак · e6 чорний пішак · f6 білий кінь · h6 біла тура · e5 чорний король · a4 чорний пішак · c4 білий слон · a3 білий слон · c3 білий пішак · e3 білий пішак · g3 білий кінь · d1 чорний ферзь | a7 білий король · d7 чорний пішак · h7 чорний пішак · e6 чорний пішак · f6 білий кінь · h6 біла тура · e5 чорний король · a4 чорний пішак · c4 білий слон · a3 білий слон · c3 білий пішак · e3 білий пішак · g3 білий кінь · d1 чорний ферзь | a7 білий король · d7 чорний пішак · h7 чорний пішак · e6 чорний пішак · f6 білий кінь · h6 біла тура · e5 чорний король · a4 чорний пішак · c4 білий слон · a3 білий слон · c3 білий пішак · e3 білий пішак · g3 білий кінь · d1 чорний ферзь | a7 білий король · d7 чорний пішак · h7 чорний пішак · e6 чорний пішак · f6 білий кінь · h6 біла тура · e5 чорний король · a4 чорний пішак · c4 білий слон · a3 білий слон · c3 білий пішак · e3 білий пішак · g3 білий кінь · d1 чорний ферзь | a7 білий король · d7 чорний пішак · h7 чорний пішак · e6 чорний пішак · f6 білий кінь · h6 біла тура · e5 чорний король · a4 чорний пішак · c4 білий слон · a3 білий слон · c3 білий пішак · e3 білий пішак · g3 білий кінь · d1 чорний ферзь | a7 білий король · d7 чорний пішак · h7 чорний пішак · e6 чорний пішак · f6 білий кінь · h6 біла тура · e5 чорний король · a4 чорний пішак · c4 білий слон · a3 білий слон · c3 білий пішак · e3 білий пішак · g3 білий кінь · d1 чорний ферзь | a7 білий король · d7 чорний пішак · h7 чорний пішак · e6 чорний пішак · f6 білий кінь · h6 біла тура · e5 чорний король · a4 чорний пішак · c4 білий слон · a3 білий слон · c3 білий пішак · e3 білий пішак · g3 білий кінь · d1 чорний ферзь | a7 білий король · d7 чорний пішак · h7 чорний пішак · e6 чорний пішак · f6 білий кінь · h6 біла тура · e5 чорний король · a4 чорний пішак · c4 білий слон · a3 білий слон · c3 білий пішак · e3 білий пішак · g3 білий кінь · d1 чорний ферзь | 6 |
| 5 | a7 білий король · d7 чорний пішак · h7 чорний пішак · e6 чорний пішак · f6 білий кінь · h6 біла тура · e5 чорний король · a4 чорний пішак · c4 білий слон · a3 білий слон · c3 білий пішак · e3 білий пішак · g3 білий кінь · d1 чорний ферзь | a7 білий король · d7 чорний пішак · h7 чорний пішак · e6 чорний пішак · f6 білий кінь · h6 біла тура · e5 чорний король · a4 чорний пішак · c4 білий слон · a3 білий слон · c3 білий пішак · e3 білий пішак · g3 білий кінь · d1 чорний ферзь | a7 білий король · d7 чорний пішак · h7 чорний пішак · e6 чорний пішак · f6 білий кінь · h6 біла тура · e5 чорний король · a4 чорний пішак · c4 білий слон · a3 білий слон · c3 білий пішак · e3 білий пішак · g3 білий кінь · d1 чорний ферзь | a7 білий король · d7 чорний пішак · h7 чорний пішак · e6 чорний пішак · f6 білий кінь · h6 біла тура · e5 чорний король · a4 чорний пішак · c4 білий слон · a3 білий слон · c3 білий пішак · e3 білий пішак · g3 білий кінь · d1 чорний ферзь | a7 білий король · d7 чорний пішак · h7 чорний пішак · e6 чорний пішак · f6 білий кінь · h6 біла тура · e5 чорний король · a4 чорний пішак · c4 білий слон · a3 білий слон · c3 білий пішак · e3 білий пішак · g3 білий кінь · d1 чорний ферзь | a7 білий король · d7 чорний пішак · h7 чорний пішак · e6 чорний пішак · f6 білий кінь · h6 біла тура · e5 чорний король · a4 чорний пішак · c4 білий слон · a3 білий слон · c3 білий пішак · e3 білий пішак · g3 білий кінь · d1 чорний ферзь | a7 білий король · d7 чорний пішак · h7 чорний пішак · e6 чорний пішак · f6 білий кінь · h6 біла тура · e5 чорний король · a4 чорний пішак · c4 білий слон · a3 білий слон · c3 білий пішак · e3 білий пішак · g3 білий кінь · d1 чорний ферзь | a7 білий король · d7 чорний пішак · h7 чорний пішак · e6 чорний пішак · f6 білий кінь · h6 біла тура · e5 чорний король · a4 чорний пішак · c4 білий слон · a3 білий слон · c3 білий пішак · e3 білий пішак · g3 білий кінь · d1 чорний ферзь | 5 |
| 4 | a7 білий король · d7 чорний пішак · h7 чорний пішак · e6 чорний пішак · f6 білий кінь · h6 біла тура · e5 чорний король · a4 чорний пішак · c4 білий слон · a3 білий слон · c3 білий пішак · e3 білий пішак · g3 білий кінь · d1 чорний ферзь | a7 білий король · d7 чорний пішак · h7 чорний пішак · e6 чорний пішак · f6 білий кінь · h6 біла тура · e5 чорний король · a4 чорний пішак · c4 білий слон · a3 білий слон · c3 білий пішак · e3 білий пішак · g3 білий кінь · d1 чорний ферзь | a7 білий король · d7 чорний пішак · h7 чорний пішак · e6 чорний пішак · f6 білий кінь · h6 біла тура · e5 чорний король · a4 чорний пішак · c4 білий слон · a3 білий слон · c3 білий пішак · e3 білий пішак · g3 білий кінь · d1 чорний ферзь | a7 білий король · d7 чорний пішак · h7 чорний пішак · e6 чорний пішак · f6 білий кінь · h6 біла тура · e5 чорний король · a4 чорний пішак · c4 білий слон · a3 білий слон · c3 білий пішак · e3 білий пішак · g3 білий кінь · d1 чорний ферзь | a7 білий король · d7 чорний пішак · h7 чорний пішак · e6 чорний пішак · f6 білий кінь · h6 біла тура · e5 чорний король · a4 чорний пішак · c4 білий слон · a3 білий слон · c3 білий пішак · e3 білий пішак · g3 білий кінь · d1 чорний ферзь | a7 білий король · d7 чорний пішак · h7 чорний пішак · e6 чорний пішак · f6 білий кінь · h6 біла тура · e5 чорний король · a4 чорний пішак · c4 білий слон · a3 білий слон · c3 білий пішак · e3 білий пішак · g3 білий кінь · d1 чорний ферзь | a7 білий король · d7 чорний пішак · h7 чорний пішак · e6 чорний пішак · f6 білий кінь · h6 біла тура · e5 чорний король · a4 чорний пішак · c4 білий слон · a3 білий слон · c3 білий пішак · e3 білий пішак · g3 білий кінь · d1 чорний ферзь | a7 білий король · d7 чорний пішак · h7 чорний пішак · e6 чорний пішак · f6 білий кінь · h6 біла тура · e5 чорний король · a4 чорний пішак · c4 білий слон · a3 білий слон · c3 білий пішак · e3 білий пішак · g3 білий кінь · d1 чорний ферзь | 4 |
| 3 | a7 білий король · d7 чорний пішак · h7 чорний пішак · e6 чорний пішак · f6 білий кінь · h6 біла тура · e5 чорний король · a4 чорний пішак · c4 білий слон · a3 білий слон · c3 білий пішак · e3 білий пішак · g3 білий кінь · d1 чорний ферзь | a7 білий король · d7 чорний пішак · h7 чорний пішак · e6 чорний пішак · f6 білий кінь · h6 біла тура · e5 чорний король · a4 чорний пішак · c4 білий слон · a3 білий слон · c3 білий пішак · e3 білий пішак · g3 білий кінь · d1 чорний ферзь | a7 білий король · d7 чорний пішак · h7 чорний пішак · e6 чорний пішак · f6 білий кінь · h6 біла тура · e5 чорний король · a4 чорний пішак · c4 білий слон · a3 білий слон · c3 білий пішак · e3 білий пішак · g3 білий кінь · d1 чорний ферзь | a7 білий король · d7 чорний пішак · h7 чорний пішак · e6 чорний пішак · f6 білий кінь · h6 біла тура · e5 чорний король · a4 чорний пішак · c4 білий слон · a3 білий слон · c3 білий пішак · e3 білий пішак · g3 білий кінь · d1 чорний ферзь | a7 білий король · d7 чорний пішак · h7 чорний пішак · e6 чорний пішак · f6 білий кінь · h6 біла тура · e5 чорний король · a4 чорний пішак · c4 білий слон · a3 білий слон · c3 білий пішак · e3 білий пішак · g3 білий кінь · d1 чорний ферзь | a7 білий король · d7 чорний пішак · h7 чорний пішак · e6 чорний пішак · f6 білий кінь · h6 біла тура · e5 чорний король · a4 чорний пішак · c4 білий слон · a3 білий слон · c3 білий пішак · e3 білий пішак · g3 білий кінь · d1 чорний ферзь | a7 білий король · d7 чорний пішак · h7 чорний пішак · e6 чорний пішак · f6 білий кінь · h6 біла тура · e5 чорний король · a4 чорний пішак · c4 білий слон · a3 білий слон · c3 білий пішак · e3 білий пішак · g3 білий кінь · d1 чорний ферзь | a7 білий король · d7 чорний пішак · h7 чорний пішак · e6 чорний пішак · f6 білий кінь · h6 біла тура · e5 чорний король · a4 чорний пішак · c4 білий слон · a3 білий слон · c3 білий пішак · e3 білий пішак · g3 білий кінь · d1 чорний ферзь | 3 |
| 2 | a7 білий король · d7 чорний пішак · h7 чорний пішак · e6 чорний пішак · f6 білий кінь · h6 біла тура · e5 чорний король · a4 чорний пішак · c4 білий слон · a3 білий слон · c3 білий пішак · e3 білий пішак · g3 білий кінь · d1 чорний ферзь | a7 білий король · d7 чорний пішак · h7 чорний пішак · e6 чорний пішак · f6 білий кінь · h6 біла тура · e5 чорний король · a4 чорний пішак · c4 білий слон · a3 білий слон · c3 білий пішак · e3 білий пішак · g3 білий кінь · d1 чорний ферзь | a7 білий король · d7 чорний пішак · h7 чорний пішак · e6 чорний пішак · f6 білий кінь · h6 біла тура · e5 чорний король · a4 чорний пішак · c4 білий слон · a3 білий слон · c3 білий пішак · e3 білий пішак · g3 білий кінь · d1 чорний ферзь | a7 білий король · d7 чорний пішак · h7 чорний пішак · e6 чорний пішак · f6 білий кінь · h6 біла тура · e5 чорний король · a4 чорний пішак · c4 білий слон · a3 білий слон · c3 білий пішак · e3 білий пішак · g3 білий кінь · d1 чорний ферзь | a7 білий король · d7 чорний пішак · h7 чорний пішак · e6 чорний пішак · f6 білий кінь · h6 біла тура · e5 чорний король · a4 чорний пішак · c4 білий слон · a3 білий слон · c3 білий пішак · e3 білий пішак · g3 білий кінь · d1 чорний ферзь | a7 білий король · d7 чорний пішак · h7 чорний пішак · e6 чорний пішак · f6 білий кінь · h6 біла тура · e5 чорний король · a4 чорний пішак · c4 білий слон · a3 білий слон · c3 білий пішак · e3 білий пішак · g3 білий кінь · d1 чорний ферзь | a7 білий король · d7 чорний пішак · h7 чорний пішак · e6 чорний пішак · f6 білий кінь · h6 біла тура · e5 чорний король · a4 чорний пішак · c4 білий слон · a3 білий слон · c3 білий пішак · e3 білий пішак · g3 білий кінь · d1 чорний ферзь | a7 білий король · d7 чорний пішак · h7 чорний пішак · e6 чорний пішак · f6 білий кінь · h6 біла тура · e5 чорний король · a4 чорний пішак · c4 білий слон · a3 білий слон · c3 білий пішак · e3 білий пішак · g3 білий кінь · d1 чорний ферзь | 2 |
| 1 | a7 білий король · d7 чорний пішак · h7 чорний пішак · e6 чорний пішак · f6 білий кінь · h6 біла тура · e5 чорний король · a4 чорний пішак · c4 білий слон · a3 білий слон · c3 білий пішак · e3 білий пішак · g3 білий кінь · d1 чорний ферзь | a7 білий король · d7 чорний пішак · h7 чорний пішак · e6 чорний пішак · f6 білий кінь · h6 біла тура · e5 чорний король · a4 чорний пішак · c4 білий слон · a3 білий слон · c3 білий пішак · e3 білий пішак · g3 білий кінь · d1 чорний ферзь | a7 білий король · d7 чорний пішак · h7 чорний пішак · e6 чорний пішак · f6 білий кінь · h6 біла тура · e5 чорний король · a4 чорний пішак · c4 білий слон · a3 білий слон · c3 білий пішак · e3 білий пішак · g3 білий кінь · d1 чорний ферзь | a7 білий король · d7 чорний пішак · h7 чорний пішак · e6 чорний пішак · f6 білий кінь · h6 біла тура · e5 чорний король · a4 чорний пішак · c4 білий слон · a3 білий слон · c3 білий пішак · e3 білий пішак · g3 білий кінь · d1 чорний ферзь | a7 білий король · d7 чорний пішак · h7 чорний пішак · e6 чорний пішак · f6 білий кінь · h6 біла тура · e5 чорний король · a4 чорний пішак · c4 білий слон · a3 білий слон · c3 білий пішак · e3 білий пішак · g3 білий кінь · d1 чорний ферзь | a7 білий король · d7 чорний пішак · h7 чорний пішак · e6 чорний пішак · f6 білий кінь · h6 біла тура · e5 чорний король · a4 чорний пішак · c4 білий слон · a3 білий слон · c3 білий пішак · e3 білий пішак · g3 білий кінь · d1 чорний ферзь | a7 білий король · d7 чорний пішак · h7 чорний пішак · e6 чорний пішак · f6 білий кінь · h6 біла тура · e5 чорний король · a4 чорний пішак · c4 білий слон · a3 білий слон · c3 білий пішак · e3 білий пішак · g3 білий кінь · d1 чорний ферзь | a7 білий король · d7 чорний пішак · h7 чорний пішак · e6 чорний пішак · f6 білий кінь · h6 біла тура · e5 чорний король · a4 чорний пішак · c4 білий слон · a3 білий слон · c3 білий пішак · e3 білий пішак · g3 білий кінь · d1 чорний ферзь | 1 |
|   | a | b | c | d | e | f | g | h |   |

1. ... Dd2 2. Sg4#
1. ... De2 2. S:d7#
1. ... d5  2. 2. Sd7#
1. ... d6  2. 2. Sd7#
1. ... Dd4+  2. 2. cd#
1. Sfe4! ~ Zz
1. ... Dd2 2. Th5#
1. ... De2 2. Ld6#
- — - — - — -
1. ... d5  2. 2. Ld6#
1. ... d6  2. 2. T:e6#
Задача-блок з переміною фокальних полів — в початковій позиції ферзь контролює тематичні поля «g4» і «d7», а вже у грі, після вступного ходу білих — «d6» і «h5». В задачі проходить переміна матів.